# Menorquí de Florida
El menorquí de Florida o maonès (anglès: Mahonese) és una variant del català que es va parlar a Sant Agustí, als Estats Units, a finals del segle xviii i durant tot el segle xix, portat per una colònia de gent provinent de Maó, els menorquins de la Florida.
El 1768, una bona quantitat de menorquins, juntament amb altres treballadors italians i grecs, partiren cap a Florida per establir-se a una colònia agrícola, aleshores que Menorca i Florida encara estaven sota domini britànic. Econòmicament, el projecte fou un desastre, però els immigrants menorquins no abandonaren Florida ni tampoc llur llengua, que sobrevisqué fins al segle xx. El lingüista Philip Rasico, que s'encarregà d'estudiar-ne les romanalles, encara en va trobar un bon grapat de mots i pervivències.